# Haakon Sörvik
Haakon Sörvik (31 ottobre 1886 – 30 maggio 1970) è stato un ginnasta svedese.

## Palmarès

### Olimpiadi
- Oro a Londra 1908 nel concorso a squadre.